# HKT48
HKT48 (léase "HKT Cuarenta y ocho") es un grupo de chicas ídol japonés. HKT48 lleva el nombre del Hakata-ku, ciudad de Fukuoka de la prefectura de Fukuoka, donde Akimoto originalmente tenía la intención de fundar el grupo. El grupo actualmente se presenta en el Teatro HKT48 en Nishitetsu Hall en Fukuoka y ha vendido casi 4 millones de copias de CD de Japón. 

## Historia

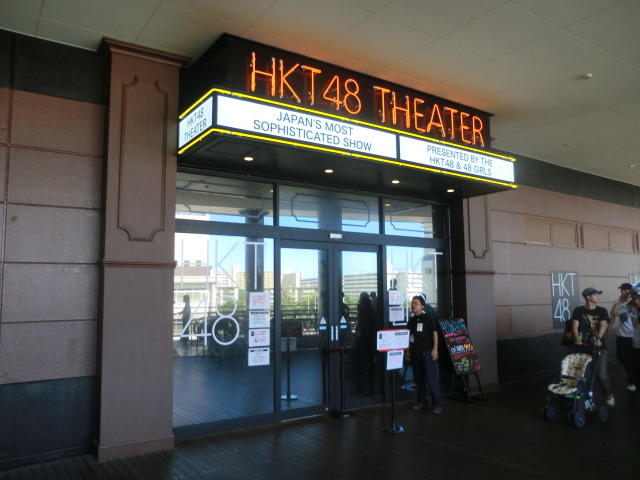
Antiguo teatro HKT48, en Hawks Town Mall

Los planes para un grupo titulado HKT48 fueron revelados por primera vez por el productor de AKB48, Yasushi Akimoto, el 19 de noviembre de 2008. HKT48 se anunció oficialmente el 1 de mayo de 2011 en un evento de apretón de manos AKB48. El grupo fue el cuarto grupo hermano AKB48 en ser lanzado, después de los grupos SKE48, SDN48 y NMB48. Mientras que el grupo tomó su nombre de su ubicación base propuesta de Hakata-ku, Fukuoka, HKT48 finalmente se basó en un teatro en el centro comercial Hawks Town en la vecina Chūō-ku, Fukuoka. Esta ubicación está al lado de Fukuoka Yafuoku! Dome. Además, se anunció que el grupo aceptaría solicitudes de niñas de entre 11 y 22 años. La primera ronda de la primera audición HKT48 tuvo lugar desde el 31 de mayo de 2011, y los solicitantes seleccionados participaron en la segunda ronda de audiciones, que consiste en una prueba de canto y baile, en la primera mitad de julio de 2011. Las audiciones finales se llevaron a cabo en el Hotel Hilton Fukuoka Sea Hawk el 10 de julio, y 24 candidatos aprobaron con éxito la final.
Después de someterse a clases de baile y canto, los 21 miembros de primera generación de HKT48 fueron revelados por primera vez en un evento de apretón de manos AKB48 el 23 de octubre de 2011 en Seibu Dome. De estos 21 miembros, 17 eran estudiantes de secundaria o menos, y dos eran estudiantes de primaria. El miembro más joven del grupo, Natsumi Tanaka, nació en 2000 y tenía 11 años en el momento del anuncio. Ella dijo que "unirse a AKB48 es mi ambición desde que tenía 5 años, por lo que se siente como un sueño estar en este grupo". El miembro más viejo era Yūko Sugamoto, que tenía 17 años en el momento del anuncio. 
Debutó en el Teatro HKT48 el 26 de noviembre de 2011, y han estado interpretando conjuntos de canciones tituladas "Te o Tsunaginagara", que originalmente habían sido interpretadas por SKE48 Team S y KII. El 31 de diciembre de 2011, 16 miembros aparecieron en el escenario de la 62.ª edición de "NHK Kōhaku Uta Gassen", como uno de los grupos hermanos de AKB48. El 4 de marzo de 2012, los primeros 16 miembros fueron seleccionados para formar el Equipo H, y aparecieron en el escenario. El 20 de junio de 2012, Rino Sashihara de AKB48 fue transferido a HKT48 y desde 2012 era el miembro más antiguo de HKT48.
El 23 de junio de 2012, se realizaron las audiciones finales para la segunda generación, y 34 candidatos de 48 finalistas aprobaron la final. El 18 de agosto de 2012, la gerencia anunció que cinco miembros, tres del Equipo H, Komori, Sugamoto y Taniguchi, y dos Kenkyusei - Eto y A. Nakanishi, renunciarían a HKT48 "por razones personales". El 24 de agosto de 2012, se anunció el primer día del concierto de AKB48 en el Tokyo Dome que Aika Ota, uno de los miembros del Equipo A de AKB48, sería transferida a HKT48. El 23 de septiembre de 2012, se anunciaron los estudiantes de investigación de segunda generación de HKT48.
HKT48 lanzó su sencillo debut, "Suki Suki Skip!" el 20 de marzo de 2013 bajo el sello discográfico Universal Sigma.
El 31 de marzo de 2016, el teatro existente ubicado en Hawks Town Mall se cerró, con una presentación especial de despedida. Un nuevo teatro temporal se abrió en el Nishitetsu Hall, también en Chūō-ku, Fukuoka, el 28 de abril de 2016. 
A mediados de 2018, 10 miembros de HKT48 se unieron a Produce 48, un programa de televisión de competencia de Corea del Sur en Mnet para formar un grupo de chicas. Los miembros Sakura Miyawaki y Nako Yabuki terminaron en segundo y sexto lugar respectivamente, ambos ganándose un lugar para debutar en IZ * ONE. 

## Miembros
La formación del equipo H se anunció en el teatro HKT48 el 4 de marzo de 2012. En la conferencia, también se anunció que 16 miembros fueron seleccionados y 5 miembros permanecieron como aprendices. El 11 de enero de 2014, durante su primera gira de conciertos exclusiva en Ōita, el director de teatro Rino Sashihara anunció un nuevo Equipo KIV y la promoción de 17 miembros de los alumnos. El 30 de marzo de 2016, el grupo anunció que se formó el Equipo TII y se promovió a 10 aprendices de miembros del draft de 3.a generación y 2.a generación.
El 26 de noviembre de 2017, el grupo anunció que los 10 aprendices de la 4.ª generación fueron promovidos y asignados a los 3 equipos existentes, uno al Equipo H, dos al Equipo KIV y siete al Equipo TII. 

### Equipo H
Natsumi Matsuoka es el capitán del Equipo H.
| Nombre                        | Fecha de nacimiento (edad)         | Ranking                  | Ranking                  | Ranking                  | Ranking                  | Ranking                  | Ranking                  | Ranking                  | Ranking                  | Ranking                  | Ranking                  |
| Nombre                        | Fecha de nacimiento (edad)         | 1                        | 2                        | 3                        | 4                        | 5                        | 6                        | 7                        | 8                        | 9                        | 10                       |
| ----------------------------- | ---------------------------------- | ------------------------ | ------------------------ | ------------------------ | ------------------------ | ------------------------ | ------------------------ | ------------------------ | ------------------------ | ------------------------ | ------------------------ |
| Yuka Akiyoshi (秋吉 優花?)    | 24 de octubre de 2000 (24 años)    | &0000000000000999.000000 | &0000000000000999.000000 | &0000000000000999.000000 | &0000000000000999.000000 | N/A                      | N/A                      | N/A                      | 72                       | 83                       | 73                       |
| Haruka Ueno (上野 遥?)        | 20 de septiembre de 1999 (25 años) | &0000000000000999.000000 | &0000000000000999.000000 | &0000000000000999.000000 | &0000000000000999.000000 | N/A                      | N/A                      | N/A                      | N/A                      | N/A                      | N/A                      |
| Yui Kojina (神志那 結衣?)     | 24 de enero de 1998 (27 años)      | &0000000000000999.000000 | &0000000000000999.000000 | &0000000000000999.000000 | &0000000000000999.000000 | N/A                      | N/A                      | 46                       | 53                       | 84                       | 105                      |
| Riko Sakaguchi (坂口 理子?)   | 26 de julio de 1994 (30 años)      | &0000000000000999.000000 | &0000000000000999.000000 | &0000000000000999.000000 | &0000000000000999.000000 | N/A                      | 60                       | 37                       | 59                       | 49                       | 114                      |
| Miku Tanaka (田中 美久?)      | 12 de septiembre de 2001 (23 años) | &0000000000000999.000000 | &0000000000000999.000000 | &0000000000000999.000000 | &0000000000000999.000000 | &0000000000000999.000000 | N/A                      | N/A                      | 45                       | 28                       | 10                       |
| Meru Tashima (田島 芽瑠?)     | 7 de enero de 2000 (25 años)       | &0000000000000999.000000 | &0000000000000999.000000 | &0000000000000999.000000 | &0000000000000999.000000 | 55                       | 38                       | 32                       | 43                       | 40                       | 26                       |
| Natsumi Tanaka (田中 菜津美?) | 10 de agosto de 2000 (24 años)     | &0000000000000999.000000 | &0000000000000999.000000 | &0000000000000999.000000 | N/A                      | N/A                      | N/A                      | N/A                      | 89                       | 50                       | 63                       |
| Aki Toyonaga (豊永 阿紀?)     | 25 de octubre de 1999 (25 años)    | &0000000000000999.000000 | &0000000000000999.000000 | &0000000000000999.000000 | &0000000000000999.000000 | &0000000000000999.000000 | &0000000000000999.000000 | &0000000000000999.000000 | &0000000000000999.000000 | 79                       | 83                       |
| Natsumi Matsuoka (松岡 菜摘?) | 8 de agosto de 1996 (28 años)      | &0000000000000999.000000 | &0000000000000999.000000 | &0000000000000999.000000 | N/A                      | N/A                      | 64                       | 51                       | 46                       | 59                       | 55                       |
| Nako Yabuki (矢吹 奈子?)      | 18 de junio de 2001 (23 años)      | &0000000000000999.000000 | &0000000000000999.000000 | &0000000000000999.000000 | &0000000000000999.000000 | &0000000000000999.000000 | N/A                      | N/A                      | 28                       | 37                       | 9                        |
| Yueru Ito (伊藤優絵瑠?)       | 24 de octubre de 2003 (21 años)    | &0000000000000999.000000 | &0000000000000999.000000 | &0000000000000999.000000 | &0000000000000999.000000 | &0000000000000999.000000 | &0000000000000999.000000 | &0000000000000999.000000 | &0000000000000999.000000 | &0000000000000999.000000 | &0000000000000999.000000 |
| Akari Watanabe (渡部愛加里?)  | 18 de octubre de 2004 (20 años)    | &0000000000000999.000000 | &0000000000000999.000000 | &0000000000000999.000000 | &0000000000000999.000000 | &0000000000000999.000000 | &0000000000000999.000000 | &0000000000000999.000000 | &0000000000000999.000000 | &0000000000000999.000000 | &0000000000000999.000000 |

### Equipo KIV
Aoi Motomura y Sakura Miyawaki son el capitán y el cocapitán del Equipo KIV respectivamente. 
| Nombre                         | Fecha de nacimiento (edad)         | Ranquin                  | Ranquin                  | Ranquin                  | Ranquin                  | Ranquin                  | Ranquin                  | Ranquin                  | Ranquin                  | Ranquin                  | Ranquin                  |
| Nombre                         | Fecha de nacimiento (edad)         | 1                        | 2                        | 3                        | 4                        | 5                        | 6                        | 7                        | 8                        | 9                        | 10                       |
| ------------------------------ | ---------------------------------- | ------------------------ | ------------------------ | ------------------------ | ------------------------ | ------------------------ | ------------------------ | ------------------------ | ------------------------ | ------------------------ | ------------------------ |
| Mina Imada (今田 美奈?)        | 19 de septiembre de 1996 (28 años) | &0000000000000999.000000 | &0000000000000999.000000 | &0000000000000999.000000 | N/A                      | N/A                      | N/A                      | N/A                      | 90                       | 95                       | &0000000000000999.000000 |
| Nao Ueki (植木 南央?)          | 12 de agosto de 1997 (27 años)     | &0000000000000999.000000 | &0000000000000999.000000 | &0000000000000999.000000 | N/A                      | N/A                      | N/A                      | 72                       | 58                       | 54                       | 81                       |
| Hirona Unjō (運上 弘菜?)       | 9 de agosto de 1999 (25 años)      | &0000000000000999.000000 | &0000000000000999.000000 | &0000000000000999.000000 | &0000000000000999.000000 | &0000000000000999.000000 | &0000000000000999.000000 | &0000000000000999.000000 | &0000000000000999.000000 | N/A                      | 84                       |
| Serina Kumazawa (熊沢 世莉奈?) | 17 de abril de 1997 (28 años)      | &0000000000000999.000000 | &0000000000000999.000000 | &0000000000000999.000000 | N/A                      | N/A                      | N/A                      | N/A                      | N/A                      | N/A                      | N/A                      |
| Yuki Shimono (下野 由貴?)      | 2 de abril de 1998 (27 años)       | &0000000000000999.000000 | &0000000000000999.000000 | &0000000000000999.000000 | N/A                      | N/A                      | N/A                      | N/A                      | 98                       | 87                       | 85                       |
| Nene Jitoe (地頭江 音々?)      | 27 de septiembre de 2000 (24 años) | &0000000000000999.000000 | &0000000000000999.000000 | &0000000000000999.000000 | &0000000000000999.000000 | &0000000000000999.000000 | &0000000000000999.000000 | &0000000000000999.000000 | &0000000000000999.000000 | N/A                      | 117                      |
| Mio Tomonaga (朝長 美桜?)      | 17 de mayo de 1998 (27 años)       | &0000000000000999.000000 | &0000000000000999.000000 | &0000000000000999.000000 | &0000000000000999.000000 | 59                       | 27                       | 21                       | 23                       | 35                       | 48                       |
| Maiko Fukagawa (深川 舞子?)    | 5 de julio de 1999 (26 años)       | &0000000000000999.000000 | &0000000000000999.000000 | &0000000000000999.000000 | N/A                      | N/A                      | N/A                      | N/A                      | N/A                      | 91                       | N/A                      |
| Mai Fuchigami (渕上 舞?)       | 21 de septiembre de 1996 (28 años) | &0000000000000999.000000 | &0000000000000999.000000 | &0000000000000999.000000 | &0000000000000999.000000 | N/A                      | N/A                      | 31                       | 40                       | 34                       | 40                       |
| Sakura Miyawaki (宮脇 咲良?)   | 19 de marzo de 1998 (27 años)      | &0000000000000999.000000 | &0000000000000999.000000 | &0000000000000999.000000 | 47                       | 26                       | 11                       | 7                        | 6                        | 4                        | 3                        |
| Anna Murashige (村重 杏奈?)    | 29 de julio de 1998 (26 años)      | &0000000000000999.000000 | &0000000000000999.000000 | &0000000000000999.000000 | N/A                      | N/A                      | 67                       | N/A                      | 80                       | 100                      | &0000000000000999.000000 |
| Aoi Motomura (本村 碧唯?)      | 31 de mayo de 1997 (28 años)       | &0000000000000999.000000 | &0000000000000999.000000 | &0000000000000999.000000 | N/A                      | N/A                      | 48                       | 80                       | 36                       | 62                       | 71                       |
| Madoka Moriyasu (森保 まどか?) | 26 de julio de 1997 (27 años)      | &0000000000000999.000000 | &0000000000000999.000000 | &0000000000000999.000000 | N/A                      | N/A                      | 25                       | 43                       | 50                       | 31                       | &0000000000000999.000000 |
| Sayaka Baba (馬場彩華?)        | 2 de mayo de 2004 (21 años)        | &0000000000000999.000000 | &0000000000000999.000000 | &0000000000000999.000000 | &0000000000000999.000000 | &0000000000000999.000000 | &0000000000000999.000000 | &0000000000000999.000000 | &0000000000000999.000000 | &0000000000000999.000000 | &0000000000000999.000000 |

### Equipo TII
Emiri Yamashita y Hazuki Hokazono son el capitán y el cocapitán del Equipo TII, respectivamente.
| Nombre                           | Fecha de nacimiento (edad)         | Ranking                  | Ranking                  | Ranking                  | Ranking                  | Ranking                  |
| Nombre                           | Fecha de nacimiento (edad)         | 6                        | 7                        | 8                        | 9                        | 10                       |
| -------------------------------- | ---------------------------------- | ------------------------ | ------------------------ | ------------------------ | ------------------------ | ------------------------ |
| Misaki Aramaki (荒巻 美咲?)      | 28 de enero de 2001 (22 años)      | N/A                      | N/A                      | N/A                      | N/A                      | N/A                      |
| Maria Imamura (今村 麻莉愛?)     | 14 de septiembre de 2003 (21 años) | &0000000000000999.000000 | &0000000000000999.000000 | N/A                      | N/A                      | N/A                      |
| Ayaka Oda (小田 彩加?)           | 9 de febrero de 1999 (26 años)     | &0000000000000999.000000 | &0000000000000999.000000 | &0000000000000999.000000 | N/A                      | 50                       |
| Sae Kurihara (栗原 紗英?)        | 20 de junio de 1996 (28 años)      | N/A                      | N/A                      | N/A                      | N/A                      | 96                       |
| Moeka Sakai (堺 萌香?)           | 25 de agosto de 1998 (26 años)     | &0000000000000999.000000 | &0000000000000999.000000 | &0000000000000999.000000 | N/A                      | N/A                      |
| Erena Sakamoto (坂本 愛玲菜?)    | 12 de septiembre de 2000 (24 años) | N/A                      | N/A                      | N/A                      | N/A                      | 87                       |
| Rio Shimizu (清水 梨央?)         | 11 de octubre de 2003 (21 años)    | &0000000000000999.000000 | &0000000000000999.000000 | &0000000000000999.000000 | N/A                      | N/A                      |
| Tomoka Takeda (武田 智加?)       | 25 de febrero de 2003 (22 años)    | &0000000000000999.000000 | &0000000000000999.000000 | &0000000000000999.000000 | N/A                      | N/A                      |
| Amane Tsukiashi (月足 天音?)     | 26 de octubre de 1999 (25 años)    | &0000000000000999.000000 | &0000000000000999.000000 | &0000000000000999.000000 | N/A                      | 119                      |
| Hazuki Hokazono (外薗 葉月?)     | 17 de enero de 1999 (26 años)      | N/A                      | N/A                      | N/A                      | N/A                      | 120                      |
| Hana Matsuoka (松岡 はな?)       | 19 de enero de 1999 (26 años)      | &0000000000000999.000000 | &0000000000000999.000000 | N/A                      | 80                       | 66                       |
| Hinata Matsumoto (松本 日向?)    | 21 de diciembre de 2000 (24 años)  | &0000000000000999.000000 | &0000000000000999.000000 | &0000000000000999.000000 | N/A                      | N/A                      |
| Sono Miyazaki (宮崎想乃?)        | 30 de octubre de 2000 (24 años)    | &0000000000000999.000000 | &0000000000000999.000000 | &0000000000000999.000000 | N/A                      | N/A                      |
| Bibian Murakawa (村川 緋杏?)     | 3 de diciembre de 2000 (24 años)   | &0000000000000999.000000 | &0000000000000999.000000 | N/A                      | N/A                      | N/A                      |
| Yūna Yamauchi (山内 祐奈?)       | 6 de julio de 1999 (25 años)       | N/A                      | N/A                      | N/A                      | N/A                      | N/A                      |
| Emiri Yamashita (山下 エミリー?) | 19 de diciembre de 1998 (26 años)  | N/A                      | N/A                      | N/A                      | N/A                      | &0000000000000999.000000 |
| Ai Seki (石安伊?)                | 31 de diciembre de 2000 (24 años)  | &0000000000000999.000000 | &0000000000000999.000000 | &0000000000000999.000000 | &0000000000000999.000000 | &0000000000000999.000000 |

### Kenkyuusei Member
| Nombre                        | Fecha de nacimiento (edad)        | Ranking |
| Nombre                        | Fecha de nacimiento (edad)        | 10      |
| ----------------------------- | --------------------------------- | ------- |
| Ishibashi Ibuki (石橋颯?)     | 22 de julio de 2005 (19 años)     |         |
| Airi Ichimura (市村愛里?)     | 13 de febrero de 2001 (24 años)   |         |
| Sana Ogawa (小川紗奈?)        | 20 de junio de 2002 (22 años)     |         |
| Kaede Kamijima (上島楓?)      | 22 de agosto de 2001 (23 años)    |         |
| Hijiri Kawahira (川平聖?)     | 27 de junio de 2004 (20 años)     |         |
| Haruka Kudo (工藤陽香?)       | 21 de abril de 2006 (19 años)     |         |
| Rina Kuriyama (栗山梨奈?)     | 30 de diciembre de 2000 (24 años) |         |
| Hinano Kodo (後藤陽菜乃?)     | 6 de marzo de 2005 (20 años)      |         |
| Rino Sakamoto (坂本りの?)     | 10 de junio de 2002 (23 años)     |         |
| Kurumi Takemoto (竹本くるみ?) | 22 de abril de 2004 (21 años)     |         |
| Iori Tanaka (田中伊櫻莉?)     | 3 de octubre de 2002 (22 años)    |         |
| Miyabi Nagano (長野雅?)       | 3 de octubre de 1999 (25 años)    |         |
| Rimika Mizukami (水上凜巳花?) | 10 de julio de 2003 (21 años)     |         |
| Wakana Murakami (村上和葉?)   | 30 de marzo de 2003 (22 años)     |         |

### Miembros graduados

#### Equipo H
| Nombre                      | Fecha de nacimiento (edad)         | Ranking                  | Ranking                  | Ranking                  | Ranking                  | Ranking                  | Ranking                  | Ranking                  | Ranking                  | Ranking                  | Ranking                  | Notas                                |
| Nombre                      | Fecha de nacimiento (edad)         | 1                        | 2                        | 3                        | 4                        | 5                        | 6                        | 7                        | 8                        | 9                        | 10                       | Notas                                |
| --------------------------- | ---------------------------------- | ------------------------ | ------------------------ | ------------------------ | ------------------------ | ------------------------ | ------------------------ | ------------------------ | ------------------------ | ------------------------ | ------------------------ | ------------------------------------ |
| Yui Komori (古森結衣?)      | 2 de diciembre de 1997 (27 años)   | &0000000000000999.000000 | &0000000000000999.000000 | &0000000000000999.000000 | N/A                      | &0000000000000999.000000 | &0000000000000999.000000 | &0000000000000999.000000 | &0000000000000999.000000 | &0000000000000999.000000 | &0000000000000999.000000 | Renunció el 18 de agosto de 2012.    |
| Yuko Sugamoto (菅本裕子?)   | 20 de mayo de 1994 (31 años)       | &0000000000000999.000000 | &0000000000000999.000000 | &0000000000000999.000000 | N/A                      | &0000000000000999.000000 | &0000000000000999.000000 | &0000000000000999.000000 | &0000000000000999.000000 | &0000000000000999.000000 | &0000000000000999.000000 | Renunció el 18 de agosto de 2012.    |
| Airi Taniguchi (谷口愛理?)  | 14 de marzo de 1999 (26 años)      | &0000000000000999.000000 | &0000000000000999.000000 | &0000000000000999.000000 | N/A                      | &0000000000000999.000000 | &0000000000000999.000000 | &0000000000000999.000000 | &0000000000000999.000000 | &0000000000000999.000000 | &0000000000000999.000000 | Renunció el 18 de agosto de 2012.    |
| Izumi Umemoto (梅本泉?)     | 15 de mayo de 1997 (28 años)       | &0000000000000999.000000 | &0000000000000999.000000 | &0000000000000999.000000 | &0000000000000999.000000 | N/A                      | N/A                      | N/A                      | &0000000000000999.000000 | &0000000000000999.000000 | &0000000000000999.000000 | Graduada el 27 de diciembre de 2015. |
| Chihiro Anai (穴井千尋?)    | 27 de enero de 1996 (29 años)      | &0000000000000999.000000 | &0000000000000999.000000 | &0000000000000999.000000 | N/A                      | N/A                      | 39                       | 33                       | &0000000000000999.000000 | &0000000000000999.000000 | &0000000000000999.000000 | Graduada el 31 de julio de 2016.     |
| Haruka Wakatabe (若田部遥?) | 26 de septiembre de 1998 (26 años) | &0000000000000999.000000 | &0000000000000999.000000 | &0000000000000999.000000 | N/A                      | N/A                      | N/A                      | N/A                      | 82                       | &0000000000000999.000000 | &0000000000000999.000000 | Graduada el 12 de enero de 2017.     |
| Naoko Okamoto (岡本尚子?)   | 4 de abril de 1996 (29 años)       | &0000000000000999.000000 | &0000000000000999.000000 | &0000000000000999.000000 | &0000000000000999.000000 | N/A                      | N/A                      | N/A                      | N/A                      | &0000000000000999.000000 | &0000000000000999.000000 | Graduada el 8 de mayo de 2017.       |
| Yuriya Inoue (井上由莉耶?)  | 15 de junio de 1999 (25 años)      | &0000000000000999.000000 | &0000000000000999.000000 | &0000000000000999.000000 | &0000000000000999.000000 | N/A                      | N/A                      | N/A                      | 48                       | &0000000000000999.000000 | &0000000000000999.000000 | Graduada el 12 de junio de 2017.     |
| Mashiro Ui (宇井真白?)      | 31 de enero de 2000 (25 años)      | &0000000000000999.000000 | &0000000000000999.000000 | &0000000000000999.000000 | &0000000000000999.000000 | N/A                      | N/A                      | N/A                      | N/A                      | N/A                      | &0000000000000999.000000 | Graduada el 21 de marzo de 2018.     |
| Marina Yamada (山田麻莉奈?) | 24 de marzo de 1995 (30 años)      | &0000000000000999.000000 | &0000000000000999.000000 | &0000000000000999.000000 | &0000000000000999.000000 | N/A                      | N/A                      | N/A                      | N/A                      | N/A                      | &0000000000000999.000000 | Graduada el 20 de abril de 2018.     |
| Mao Yamamoto (山本茉央?)    | 18 de septiembre de 1996 (28 años) | &0000000000000999.000000 | &0000000000000999.000000 | &0000000000000999.000000 | &0000000000000999.000000 | &0000000000000999.000000 | N/A                      | N/A                      | N/A                      | N/A                      | &0000000000000999.000000 | Graduada el 21 de mayo de 2018       |
| Rino Sashihara (指原 莉乃?) | 21 de noviembre de 1992 (32 años)  | 27                       | 19                       | 9                        | 4                        | 1                        | 2                        | 1                        | 1                        | 1                        | &0000000000000999.000000 | Graduada el 28 de abril de 2019      |
| Haruka Kodama (兒玉 遥?)    | 19 de septiembre de 1996 (28 años) | &0000000000000999.000000 | &0000000000000999.000000 | &0000000000000999.000000 | N/A                      | 37                       | 21                       | 17                       | 9                        | &0000000000000999.000000 | &0000000000000999.000000 | Graduada el 9 de junio de 2019       |
| Hiroka Komada (駒田 京伽?)  | 21 de noviembre de 1996 (28 años)  | &0000000000000999.000000 | &0000000000000999.000000 | &0000000000000999.000000 | &0000000000000999.000000 | N/A                      | 79                       | N/A                      | 60                       | &0000000000000999.000000 | 61                       | Graduada el 17 de junio de 2019      |

| Nombre                         | Fecha de nacimiento (edad)         | Ranking                  | Ranking                  | Ranking                  | Ranking                  | Ranking | Ranking | Ranking                  | Ranking                  | Ranking                  | Ranking                  | Notas                                                                |
| Nombre                         | Fecha de nacimiento (edad)         | 1                        | 2                        | 3                        | 4                        | 5       | 6       | 7                        | 8                        | 9                        | 10                       | Notas                                                                |
| ------------------------------ | ---------------------------------- | ------------------------ | ------------------------ | ------------------------ | ------------------------ | ------- | ------- | ------------------------ | ------------------------ | ------------------------ | ------------------------ | -------------------------------------------------------------------- |
| Kanon Kimoto (木本花音?)       | 11 de agosto de 1997 (27 años)     | &0000000000000999.000000 | &0000000000000999.000000 | N/A                      | 56                       | 31      | 50      | 48                       | 68                       | 88                       | &0000000000000999.000000 | Se canceló la posición concurrente con HKT48 el 26 de marzo de 2015. |
| Manami Kusaba (草場愛?)        | 17 de septiembre de 1995 (29 años) | &0000000000000999.000000 | &0000000000000999.000000 | &0000000000000999.000000 | &0000000000000999.000000 | N/A     | N/A     | &0000000000000999.000000 | &0000000000000999.000000 | &0000000000000999.000000 | &0000000000000999.000000 | Graduada el 30 de abril de 2015.                                     |
| Izumi Goto (後藤泉?)           | 27 de septiembre de 1997 (27 años) | &0000000000000999.000000 | &0000000000000999.000000 | &0000000000000999.000000 | &0000000000000999.000000 | N/A     | N/A     | N/A                      | &0000000000000999.000000 | &0000000000000999.000000 | &0000000000000999.000000 | Graduada el 30 de octubre de 2015.                                   |
| Raira Ito (伊藤来笑?)          | 10 de septiembre de 1998 (26 años) | &0000000000000999.000000 | &0000000000000999.000000 | &0000000000000999.000000 | &0000000000000999.000000 | N/A     | N/A     | N/A                      | &0000000000000999.000000 | &0000000000000999.000000 | &0000000000000999.000000 | Graduada el 29 de febrero de 2016.                                   |
| Kanna Okada (岡田栞奈?)        | 26 de junio de 1997 (27 años)      | &0000000000000999.000000 | &0000000000000999.000000 | &0000000000000999.000000 | &0000000000000999.000000 | N/A     | N/A     | 42                       | &0000000000000999.000000 | &0000000000000999.000000 | &0000000000000999.000000 | Graduada el 22 de marzo de 2016.                                     |
| Aika Ōta (多田愛佳?)           | 8 de diciembre de 1994 (30 años)   | 20                       | 22                       | 25                       | 52                       | 43      | 42      | 41                       | &0000000000000999.000000 | &0000000000000999.000000 | &0000000000000999.000000 | Graduada el 10 de abril de 2017.                                     |
| Yuka Tanaka (田中優香?)        | 7 de junio de 2000 (25 años)       | &0000000000000999.000000 | &0000000000000999.000000 | &0000000000000999.000000 | &0000000000000999.000000 | N/A     | N/A     | N/A                      | N/A                      | N/A                      | &0000000000000999.000000 | Graduada el 28 de febrero de 2018.                                   |
| Asuka Tomiyoshi (冨吉 明日香?) | 20 de septiembre de 1997 (27 años) | &0000000000000999.000000 | &0000000000000999.000000 | &0000000000000999.000000 | &0000000000000999.000000 | N/A     | N/A     | N/A                      | 42                       | 38                       | &0000000000000999.000000 | Graduada el 30 de marzo de 2019.                                     |
| Shino Iwahana (岩花 詩乃?)     | 1 de abril de 2000 (25 años)       | &0000000000000999.000000 | &0000000000000999.000000 | &0000000000000999.000000 | &0000000000000999.000000 | N/A     | N/A     | N/A                      | N/A                      | N/A                      | N/A                      | Graduada el 21 de junio de 2019.                                     |

#### Equipo TII
| Nombre                   | Fecha de nacimiento (edad)      | Elección | Elección | Elección | Elección                 | Notas                                |
| Nombre                   | Fecha de nacimiento (edad)      | 6        | 7        | 8        | 9                        | Notas                                |
| ------------------------ | ------------------------------- | -------- | -------- | -------- | ------------------------ | ------------------------------------ |
| Riko Tsutsui (筒井莉子?) | 22 de febrero de 2000 (25 años) | N/A      | N/A      | N/A      | &0000000000000999.000000 | Graduada el 29 de mayo de 2017.      |
| Yumi Matsuda (松田祐実?) | 13 de mayo de 2005 (20 años)    | N/A      | N/A      | N/A      | N/A                      | Graduada el 27 de diciembre de 2018. |

### Miembros transferidos
Estos miembros fueron transferidos de HKT48 a un grupo diferente. 

### Transferido aAKB48
| Nombre                                            | Fecha de nacimiento (edad)   | Transferido de | Rango de elección | Rango de elección | Rango de elección | Rango de elección | Rango de elección | Rango de elección | Rango de elección |
| Nombre                                            | Fecha de nacimiento (edad)   | Transferido de | 4                 | 5                 | 6                 | 7                 | 8                 | 9                 | 10                |
| ------------------------------------------------- | ---------------------------- | -------------- | ----------------- | ----------------- | ----------------- | ----------------- | ----------------- | ----------------- | ----------------- |
| Chiyori Nakanishi (中西智代梨 Nakanishi Chiyori?) | 12 de mayo de 1995 (30 años) | HKT48 Equipo H | N/A               | N/A               | N/A               | N/A               | 91 91             | N/A               | N/A               |

### Transferido aSKE48
| Nombre                              | Fecha de nacimiento (edad)   | Transferido de   | Rango de elección | Rango de elección | Rango de elección | Rango de elección | Rango de elección | Rango de elección |
| Nombre                              | Fecha de nacimiento (edad)   | Transferido de   | 5                 | 6                 | 7                 | 8                 | 9                 | 10                |
| ----------------------------------- | ---------------------------- | ---------------- | ----------------- | ----------------- | ----------------- | ----------------- | ----------------- | ----------------- |
| Marika Tani (谷真理佳 Tani Marika?) | 5 de enero de 1996 (29 años) | HKT48 Equipo KIV | N/A               | N/A               | 23                | 55                | 66                | 89                |

## Discografía

### Singles
| Fecha de lanzamiento     | Título                                                                  | Posición del gráfico               | Posición del gráfico    | Ventas (Oricon) | Ventas (Oricon) | Billboard JAPAN Ventas | Álbum |
| Fecha de lanzamiento     | Título                                                                  | Tabla Semanal de Singles de Oricon | Billboard Japan Hot 100 | Primera Semana  | Total           | Billboard JAPAN Ventas | Álbum |
| ------------------------ | ----------------------------------------------------------------------- | ---------------------------------- | ----------------------- | --------------- | --------------- | ---------------------- | ----- |
| 20 de marzo de 2013      | "Suki! Suki! Skip!" (スキ！スキ！スキップ！?)                           | 1                                  | 2                       | 250,147         | 291,876         |                        | 092   |
| 4 de septiembre de 2013  | "Melon Juice" (メロンジュース?)                                         | 1                                  | 1                       | 268,897         | 306,014         |                        | 092   |
| 12 de marzo de 2014      | "Sakura, Minnade Tabeta" (桜、みんなで食べた?)                          | 1                                  | 1                       | 276,799         | 331,015         |                        | 092   |
| 24 de septiembre de 2014 | "Hikaeme I Love You!" (控えめI love you!?)                              | 1                                  | 1                       | 277,534         | 318,533         |                        | 092   |
| 22 de abril de 2015      | "12 Byō" (12秒?)                                                        | 1                                  | 3                       | 277,916         | 337,237         |                        | 092   |
| 25 de noviembre de 2015  | "Shekarashika!" (しぇからしか!?)                                        | 1                                  | 3                       | 280,567         | 345,413         |                        | 092   |
| 13 de abril de 2016      | "74 Okubun no 1 no Kimi e" (74億分の1の君へ?)                           | 1                                  | 1                       | 238,828         | 305,137         | 379,439                | 092   |
| 7 de septiembre de 2016  | "Saikō Kayo" (最高かよ?)                                                | 1                                  | 1                       | 269,907         | 345,267         | 427,908                | 092   |
| 15 de febrero de 2017    | "Bagutte Iijan" (バグっていいじゃん?)                                   | 1                                  | 1                       | 210,070         | 274,545         | 404,163                | 092   |
| 2 de agosto de 2017      | "Kiss wa Matsushikanai no Deshōka?" (キスを待つしかないのでしょうか？?) | 1                                  | 1                       | 199,504         | 260,757         | 376,374                | 092   |
| 2 de mayo de 2018        | "Hayaokuri Calendar" (早送りカレンダー?)                                | 1                                  | 1                       | 165,176         | 272,811         | 296,470                |       |
| 10 de abril de 2019      | "Ishi" (意志?)                                                          | 1                                  | 1                       | 197,846         | 298,427         | 358,043                |       |

### Álbumes de estudio
| Fecha de lanzamiento    | Título | Posición del gráfico               | Posición del gráfico    | Ventas (Oricon) | Ventas (Oricon) | Billboard JAPAN Ventas |
| Fecha de lanzamiento    | Título | Tabla Semanal de Singles de Oricon | Billboard Japan Hot 100 | Primera Semana  | Total           | Billboard JAPAN Ventas |
| ----------------------- | ------ | ---------------------------------- | ----------------------- | --------------- | --------------- | ---------------------- |
| 27 de diciembre de 2017 | 092    | 1                                  | 1                       | 122,262         | 167,037         |                        |

### Canciones grabadas en singles AKB48
| Fecha de lanzamiento    | Título de Canciones de HKT48              | Título del sencillo AKB48 en qué canción HKT48 se graba |
| ----------------------- | ----------------------------------------- | ------------------------------------------------------- |
| 5 de diciembre de 2012  | "Hatsukoi Butterfly" (初恋バタフライ?)    | "Eien Pressure"                                         |
| 11 de diciembre de 2013 | "Wink wa 3-kai" (ウインクは3回?)          | "Suzukake no Ki no Michi de..."                         |
| 4 de marzo de 2015      | "Otona Ressha" (大人列車?)                | "Green Flash"                                           |
| 9 de marzo de 2016      | "Make Noise" (メイクノイズ?)              | "Kimi wa Melody"                                        |
| 15 de marzo de 2017     | "Tomaranai Kanransha" (止まらない観覧車?) | "Shoot Sign"                                            |

## Filmografía

### Programas de televisión
- HKT48 no Odekake! (TBS, 2013–)[40]
- Majisuka Gakuen 0 Kisarazu Rantō Hen (NTV y Hulu Japón, 28 de noviembre de 2015)[41]
- HKT48 vs NGT48 Sashikita Gassen (NTV y Hulu Japón, 12 de enero - 29 de marzo de 2016)[42]
- Produce 48, (Mnet, 15 de junio de 2018 - 31 de agosto de 2018) realizado en Corea del Sur.

### Películas
- Ozaki Shihainin ga Naita Yoru Documental de HKT48 (2015)[43]